# Opsonina
L'opsonina o meglio le opsonine sono delle macromolecole che, se rivestono un microrganismo, aumentano enormemente l'efficienza della fagocitosi in quanto esse sono riconosciute da recettori espressi sulla membrana dei fagociti.
Esistono varie opsonine:
- Uno dei sistemi più potenti è rappresentato da anticorpi specifici di tipo IgG1 e IgG3 che ricoprono il microrganismo e che sono riconosciuti dal recettore per Fc dei fagociti. I fagociti possiedono sulla propria membrana dei recettori capaci di legare direttamente i microrganismi e quindi di inglobarli anche in assenza degli anticorpi specifici: questo è un meccanismo proprio dell'immunità innata. Quando invece i microbi sono rivestiti da anticorpi specifici, le opsonine specifiche, i fagociti neutrofili o i mononucleati possono legarsi a essi con un legame ad alta affinità qual è il recettore di membrana per il frammento Fc delle IgG (vedi anticorpo), in tal modo l'efficienza della fagocitosi è notevolmente aumentata. Molte cellule immunocompetenti posseggono recettori specifici per il frammento Fc che svolgono molteplici azioni in seno al sistema immunitario; i recettori per il frammento Fc implicato nelle reazioni di opsonizzazione sono quelli rivolti verso la catena pesante delle IgG chiamati Fc-gamma. Questo discorso non vale per gli elminti, parassiti opsonizzati da IgE e non da IgG, che attirano questa volta le attenzioni degli eosinofili e non dei fagociti, ma con lo stesso risultato.
- Un altro sistema di opsonine piuttosto efficace è rappresentato da alcuni prodotti derivanti dall'attivazione del complemento, soprattutto il C3b,  sia che il complemento sia stato attivato seguendo la via classica, e quindi in presenza di anticorpi, oppure secondo la via alternativa, e quindi in assenza di anticorpi. In questo caso il C3b che ricopre le cellule microbiche si lega ai recettori specifici espressi sui macrofagi e sui neutrofili favorendo la fagocitosi.
- Altre opsonine naturali sono molte proteine presenti in circolo nel sangue. Tra esse ricordiamo la fibronectina, il fibrinogeno, la proteina C-reattiva. Queste proteine rivestendo il microrganismo determinano una opsonizzazione non specifica, cioè non mediata da anticorpi.

È da evidenziare che l'opsonizzazione non specifica è molto meno efficace di quella specifica, tuttavia riveste un ruolo di difesa molto importante nella fase che precede la produzione degli anticorpi specifici.